# Memecylon sisparense
Memecylon sisparense là một loài thực vật thuộc họ Melastomataceae. Đây là loài đặc hữu của Ấn Độ. Chúng hiện đang bị đe dọa vì mất môi trường sống.